# Art nouveau à Namur
Namur et ses alentours comptent de nombreux bâtiments de style Art nouveau.

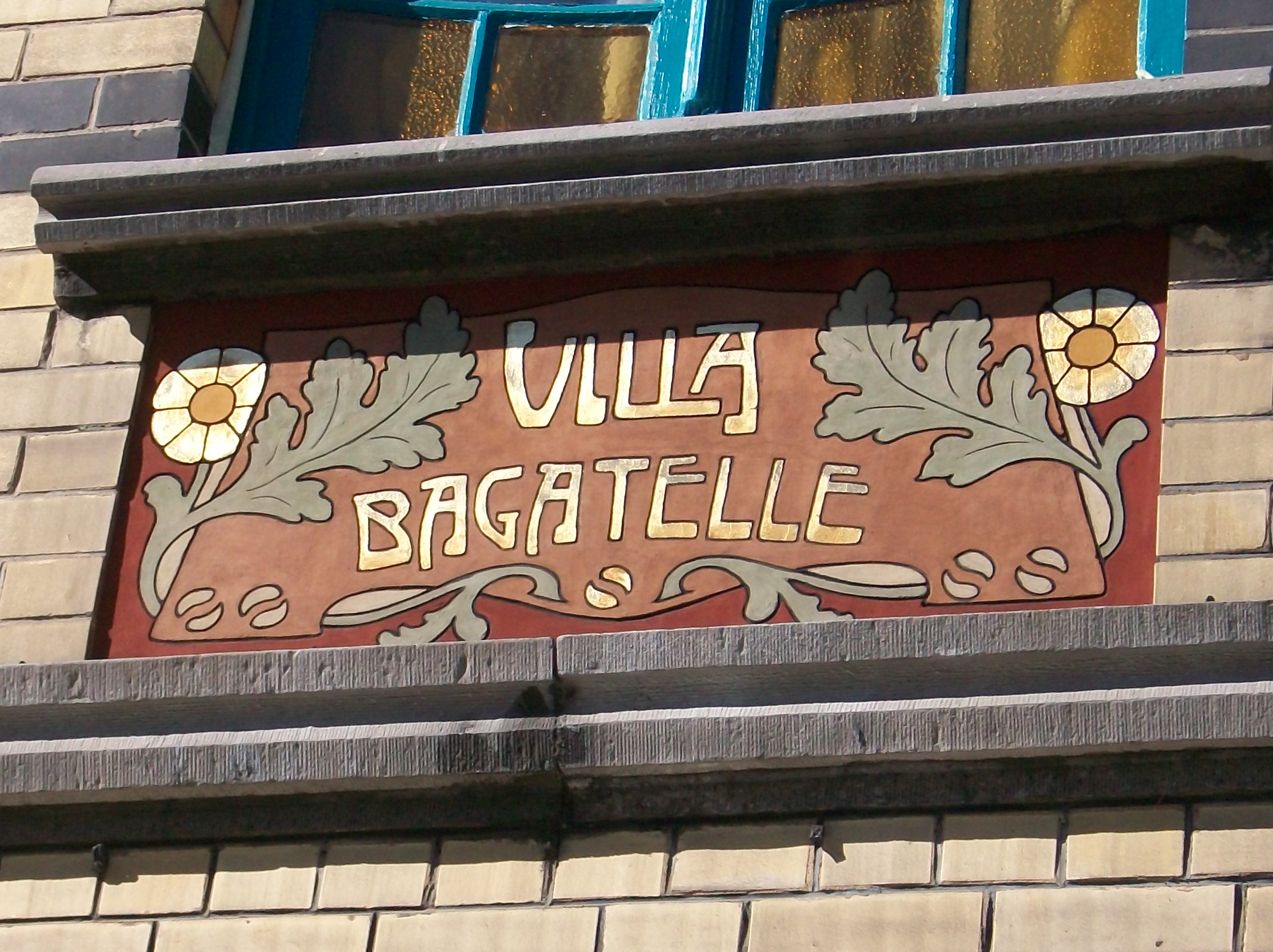
Villa Bagatelle: sgraffite

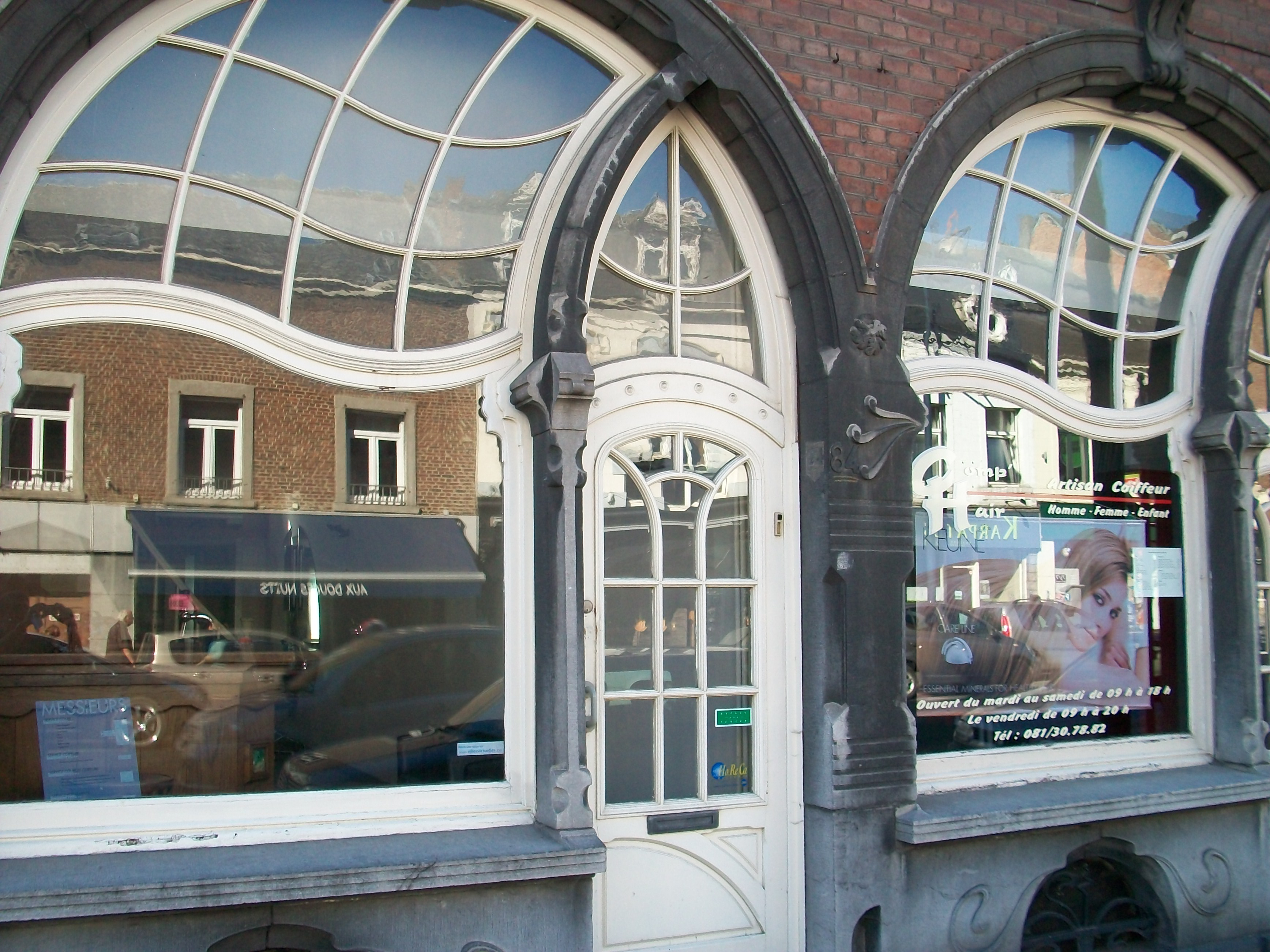
Jambes, avenue Jean Materne, 82/84, Maison aux deux vitrines

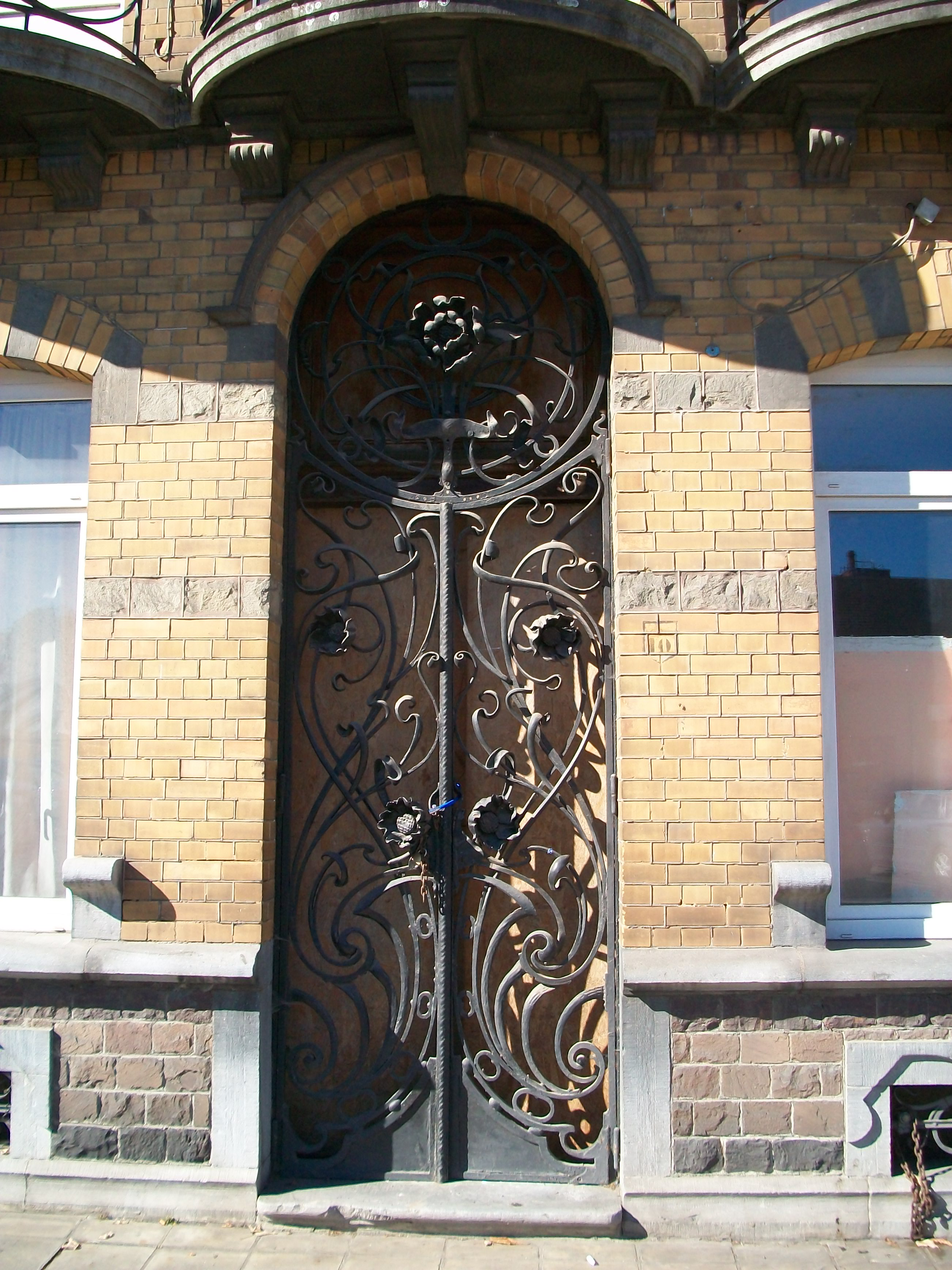
Jambes, rue de la Gare fleurie, 10

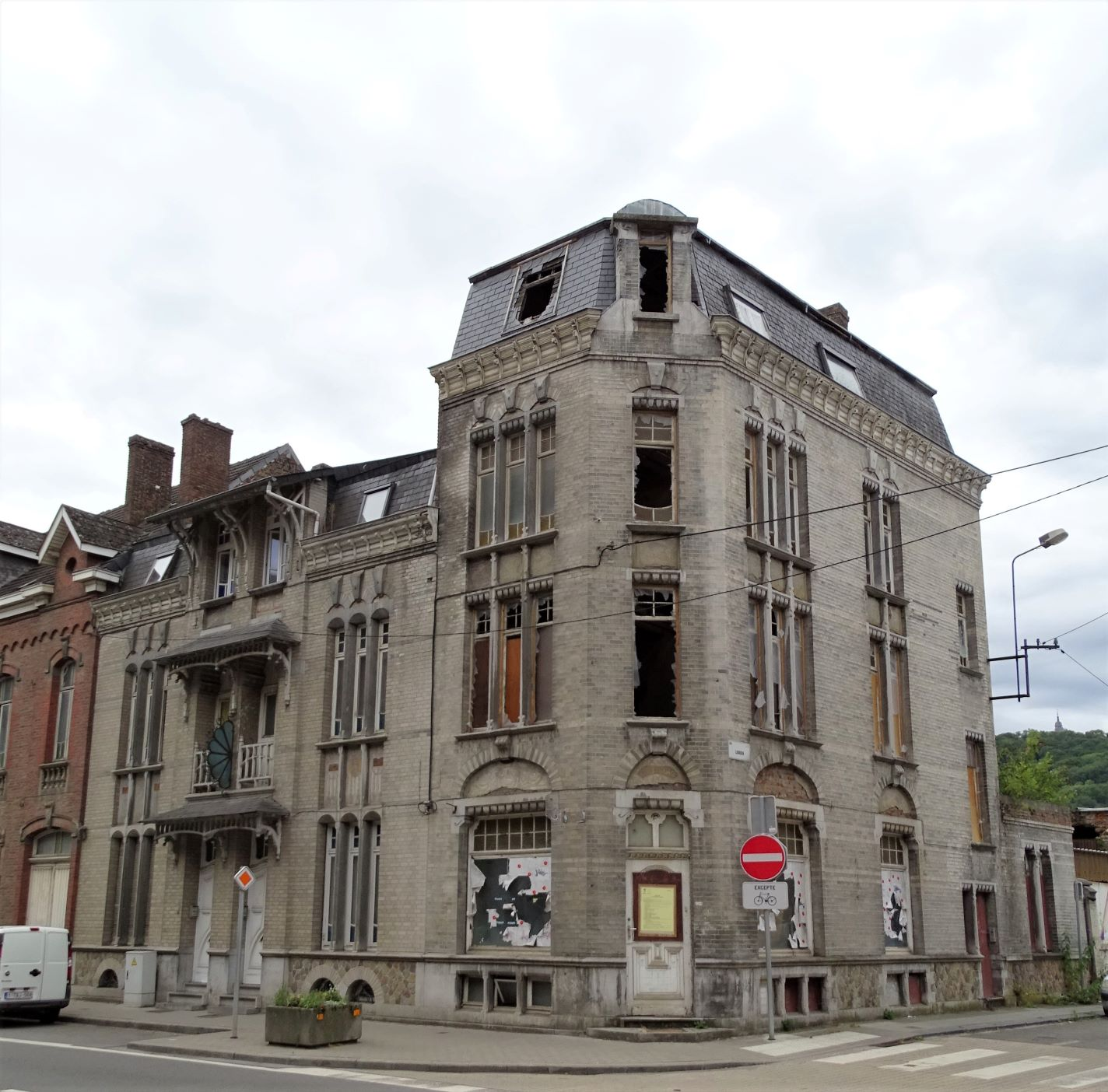
rue de Dave, 92.

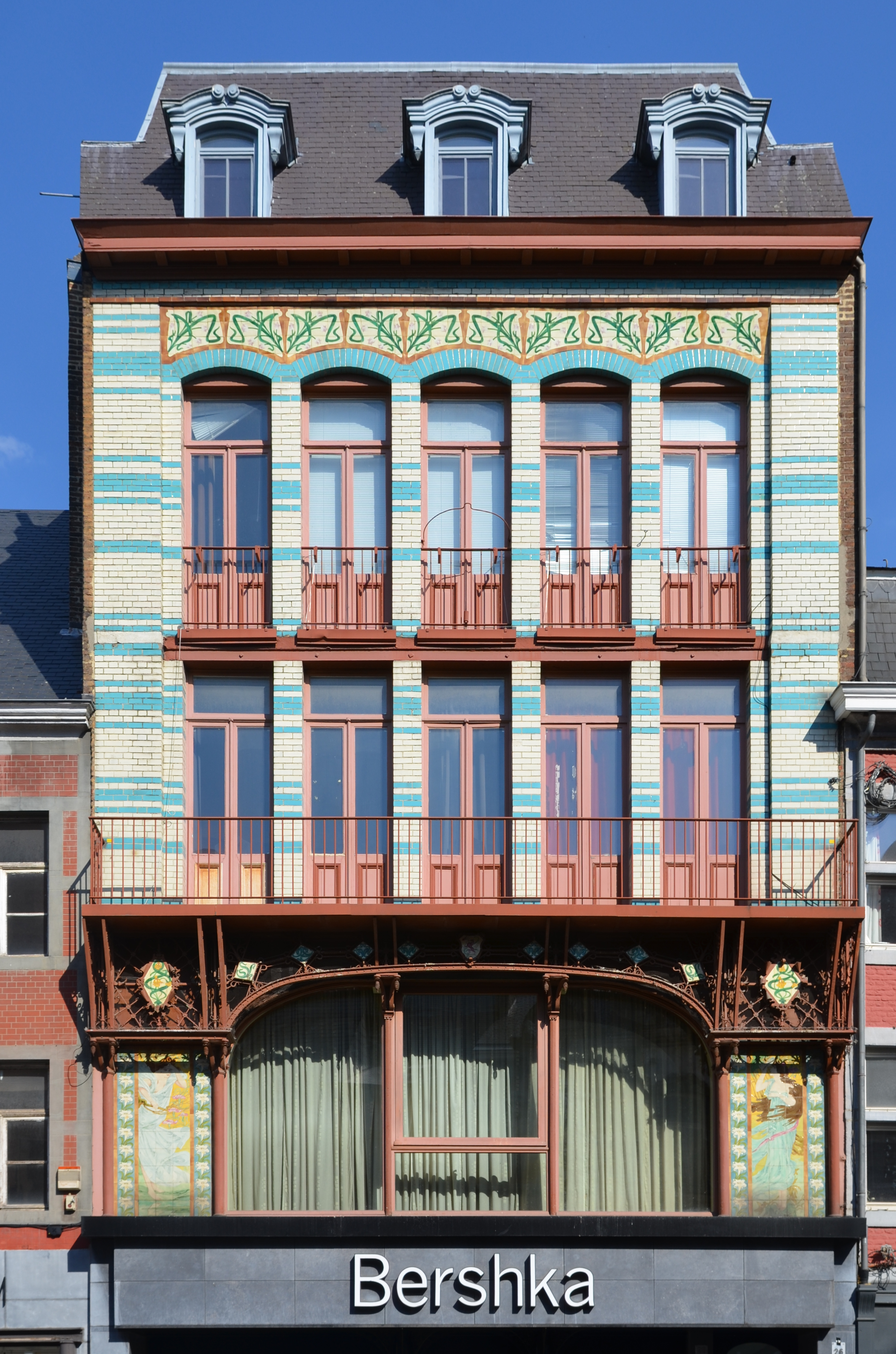
Namur, rue de Fer, 28/30

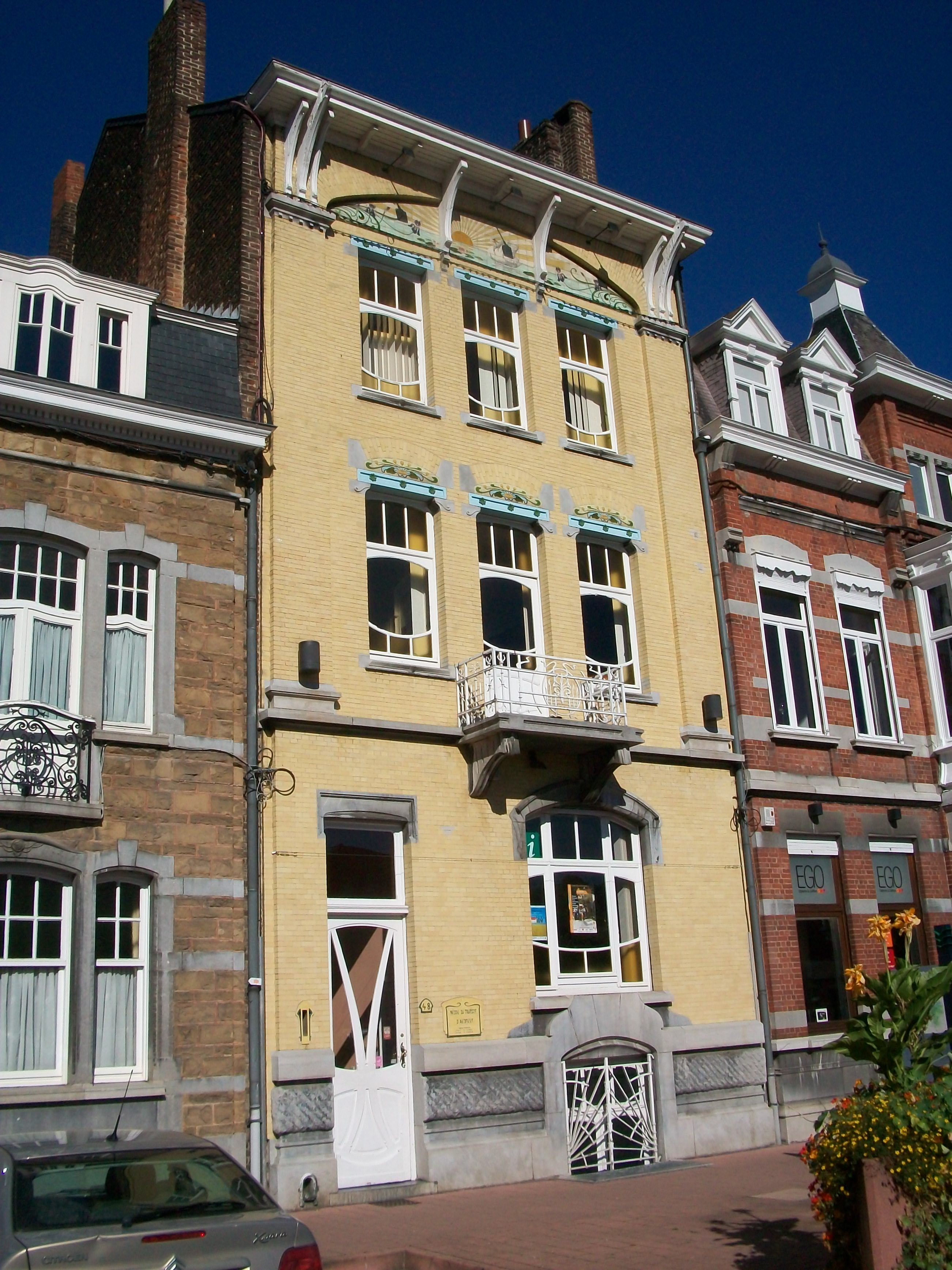
Office du tourisme d'Andenne.

## Historique
Un peu à l'ombre de ses voisines wallonnes (Liège et Charleroi) et surtout bruxelloise, l'Art nouveau s'est pourtant bien développé dans la capitale de Wallonie.    
Un trio d'architectes en a été la cause : Jules Lalière, Adolphe Ledoux et Léonce Lebrun bâtirent plusieurs constructions remarquables de style art nouveau dans la cité mosane.
Les deux premiers effectuèrent leurs études à l'Académie des Beaux-Arts de Bruxelles et leur style fut donc influencé par l'Art nouveau bruxellois.
La plupart de leurs réalisations se retrouvent dans les quartiers de Saint-Servais, Salzinnes, La Plante, Bomel et surtout Jambes mais le centre-ville n'a pas été oublié.
En Province de Namur, on peut aussi noter quelques constructions intéressantes à Andenne et Dinant.

## Principales réalisations Art nouveau à Namur

### Jambes
- rue Tillieux, 54, Villa Bagatelle, Adolphe Ledoux, 1907[1]
- rue Tillieux, 56, Adolphe Ledoux[1]
- avenue Jean Materne, 82/84, Maison aux deux vitrines, A. Ledoux, 1908-1909[2]
- rue de Dave, 96/94/92, Villas Marcel, Gaby et À l'oiseau bleu, A. Ledoux, 1908, sgraffites, Paul Cauchie
- rue de la Gare fleurie, 4, café, A. Ledoux[3]
- rue de la Gare fleurie, 6, A. Ledoux, 1906, petits bois originaux, sgraffite, Paul Cauchie[3]
- rue de la Gare fleurie, 8, A. Ledoux[3]
- rue de la Gare fleurie, 10, maison de maître, A. Ledoux, ferronnerie à motif floral[3]
- rue Mazy, 23, Jules Lalière
- rue Renée Prinz, 17/19, maisons jumelles, Ch. Trussart, 1914[4]
- rue Renée Prinz, 44, Villa Maria, céramiques

### Salzinnes
- avenue Cardinal Mercier (jadis "boulevard d'Omalius"), 49, Jules Lalière, 1900[5]
- avenue Cardinal Mercier (jadis "boulevard d'Omalius"), architecte : Jules Lalière; maison Dautremont ; sgraffites de Gabriel Van Dievoet, 1901.
- avenue Cardinal Mercier (jadis "boulevard d'Omalius"), 55, Maison Collin, Jules Lalière, 1903, sgraffites, Gabriel Van Dievoet[5], ornement : pavots.
- avenue Cardinal Mercier (jadis "boulevard d'Omalius"), 48, Maison Lalière, Jules Lalière, 1906[5]
- rue Henri Lemaître, 48[6]
- rue Henri Lemaître, 56, 1901[6]
- rue Dufer, 14, magnifique céramique : Femme aux fleurs

### La Plante
- rue Théodore Baron, 11, Villa Germaine, L.Lebrun[1]

### Bomel
- rue de Bomel, 126-138, séquence de 7 maisons
- rue Adolphe Bastin, 35/37, L.Lebrun, ferronnerie à motif floral[1]
- boulevard du Nord, 14/15, J.Lalière
- boulevard du Nord, 17, café, A.Ledoux, 1908

### Saint-Servais
- chaussée de Waterloo, 196, E.Corthouts, dite "maison Mucha", 3 sgraffites[6]
- chaussée de Waterloo, 198, E.Corthouts, 1903, sgraffite
- chaussée de Waterloo, 276, L.Lebrun

### Namur-Centre
- Rue de Fer, 28/30, maison double, céramiques[7]

## Autres réalisations Art nouveau en province de Namur

### Andenne
- place des Tilleuls, 48, Office du tourisme d'Andenne, Achille Simon, 1907, céramiques[8]
- rue Bertrand, 71, Magis, 1900[9]

### Dinant
- rue Daoust, 53, E.Frankinet, 1907, sgraffites et têtes sculptées[10]
- boulevard Sasserath, 33, E.Frankinet, 1910, sgraffites, rambarde[11]